# Планета Земля и Вселенная
«Планета Земля и Вселенная» — научно-популярная книжная серия, подсерия серии «Научно-популярная литература», выпускавшаяся издательством «Наука» в 1977—1991 годах.

## 1970-е

### 1977 год
- Куликов К. А., Сидоренков Н. С. Планета Земля. — М.: Наука, 1977. — 192 с. — 80 000 экз.
- Резанов И. А. Образование гор. — М.: Наука, 1977. — 176 с. — 50 000 экз.

### 1978 год
- Богданов Д. В. География Мирового океана. — М.: Наука, 1978. — 120 с. — 50 000 экз.
- Гаврилов В. П. Феноменальные структуры Земли. — М.: Наука, 1978. — 144 с. — 27 500 экз.
- Ксанфомалити Л. В. Планеты, открытые заново. — М.: Наука, 1978. — 152 с. — 91 000 экз.
- Разумов Г. А., Хасин М. Ф. Тонущие города. — М.: Наука, 1978. — 200 с. — 50 000 экз.
- Рудич К. Н. Вдоль огненной гряды. — М.: Наука, 1978. — 128 с. — … экз.
- Чикишев А. Г. Карст Русской равнины. — М.: Наука, 1978. — 192 с. — 19 000 экз.
- Галкин И. Н. Геофизика Луны. — М.: Наука, 1978. — 176, [2] с. — 31 700 экз.

### 1979 год
- Верещагин Н. К. Почему вымерли мамонты / Отв. ред. В. А. Зубаков. — М.: Наука, 1979. — 196 с. — 50 000 экз.
- Войткевич Г. В. Химическая эволюция Солнечной системы. — М.: Наука, 1979. — 176, [2] с. — 52 000 экз.
- Долуханов П. М. География каменного века. — М.: Наука, 1979. — 152 с. — 50 000 экз.
- Мурзаев Э. М. География в названиях / Отв. ред. д-р геогр. наук Е. М. Поспелов. — М.: Наука, 1979. — 168 с. — 90 000 экз.
- Никитин Ю. В. Поделочные камни и их обработка: Раскройте красоту камня. — М.: Наука, 1979. — 88, [16] с. — 25 000 экз.
- Никонов А. А. Современные движения земной коры. — Л.: Наука, 1979. — 184 с. — 42 000 экз.
- Попов Л. А. Год в Антарктике. — М.: Наука, 1979. — 88, [16] с. — 10 000 экз.
- Резанов И. А. Происхождение океанов. — М.: Наука, 1979. — 200 с. — 70 000 экз.
- Фридман Э. П. Приматы: Современные полуобезьяны, обезьяны и человек. — М.: Наука, 1979. — 208 с. — 150 000 экз.

## 1980-е

### 1981 год
- Мирошниченко Л. И. Солнечная активность и Земля. — М.: Наука, 1981. — 144 с. — 44 400 экз.
- Швецов П. Ф. Живая вода в недрах Севера. — М.: Наука, 1981. — 88, [4] с. — … экз.
- Щетников Н. А. Цунами. — М.: Наука, 1981. — 89 с. — 130 000 экз.

### 1982 год
- Мурзаев Э. М. География в названиях. — 2-е изд. — М.: Наука, 1982. — 177 с. — 100 000 экз.

### 1983 год
- Войткевич Г. В. Происхождение и химическая эволюция Земли. — 2-е изд. — М.: Наука, 1970. — 168 с. — 14 500 экз.

### 1984 год
- Войткевич Г. В. Геологическая хронология Земли / Отв. ред. А. И. Перельман. — М.: Наука, 1984. — 128 с. — 16 000 экз.
- Розенталь И. Л. Элементарные частицы и структура Вселенной. — М.: Наука, 1984. — 113 с. — 14 400 экз.

### 1985 год
- Григорьев А. А., Кондратьев К. Я. Космическое землеведение / Отв. ред. Г. И. Марчук. — М.: Наука, 1985. — 160 с. — 9000 экз.
- Козырев В. И., Никитин С. А. Международные экипажи в космосе / Отв. ред. Р. З. Сагдеев. — М.: Наука, 1985. — 160, [8] с. — 34 700 экз.
- Резанов И. А. Эволюция земной коры. — М.: Наука, 1985. — 144 с. — 24 200 экз.

### 1986 год
- Прошлое и будущее Вселенной: Сборник статей / Сост. Н. Д. Морозова; Отв. ред. А. М. Черепащук. — М.: Наука, 1986. — 176 с. — 57 700 экз.
- Шолпо В. Н. Структура Земли: упорядоченность или беспорядок? — М.: Наука, 1986. — 160 с. — 32 600 экз.

### 1987 год
- Бронштэн В. А. Метеоры, метеориты, метеороиды. — М.: Наука, 1987. — 169 с. — 62 000 экз.
- Колтун М. М. Солнечные элементы. — М.: Наука, 1987. — 192 с. — 12 800 экз.
- Розенталь И. Л. Геометрия, динамика, Вселенная. — М.: Наука, 1987. — 144 с. — 21 500 экз.

### 1988 год
- Войткевич Г. В. Возникновение и развитие жизни на Земле / Отв. ред. д.г.-м.н. А. И. Перельман. — М.: Наука, 1988. — 144 с. — 50 000 экз. — ISBN 5-02-001961-5.
- Войткевич Г. В. Радиоактивность в истории Земли. — М.: Наука, 1988.
- Гаврилов В. П. Загадка геотектоники / Отв. ред. В. Е. Хаин. — М.: Наука, 1988. — 192 с. — 15 000 экз. — ISBN 5-02-002005-2.
- Галкин И. Н. Внеземная сейсмология / Отв. ред. А. В. Николаев. — М.: Наука, 1988. — 200 с. — 15 000 экз. — ISBN 5-02-005951-X.
- Мизун Ю. Г. Волны в космосе / Отв. ред. Н. П. Бенькова. — М.: Наука, 1988. — 176 с. — … экз. — ISBN 5-02-005943-9.

## 1990-е

### 1991 год
- Израилев В. М. Земля — планета парадоксов / Отв. ред. А. Д. Арманд. — М.: Наука, 1991. — 192 с. — 2000 экз. — ISBN 5-02-002106-7.
- Платов Ю. В., Рубцов В. В. НЛО и современная наука / Отв. ред. к.ф.-м.н. В. Д. Новиков. — М.: Наука, 1991. — 176 с. — 20 000 экз. — ISBN 5-02-000189-9.
- Штернфельд А. А. Парадоксы космонавтики. — М.: Наука, 1991. — 160 с. — … экз. — ISBN 5-02-000208-9.